# Corridoio

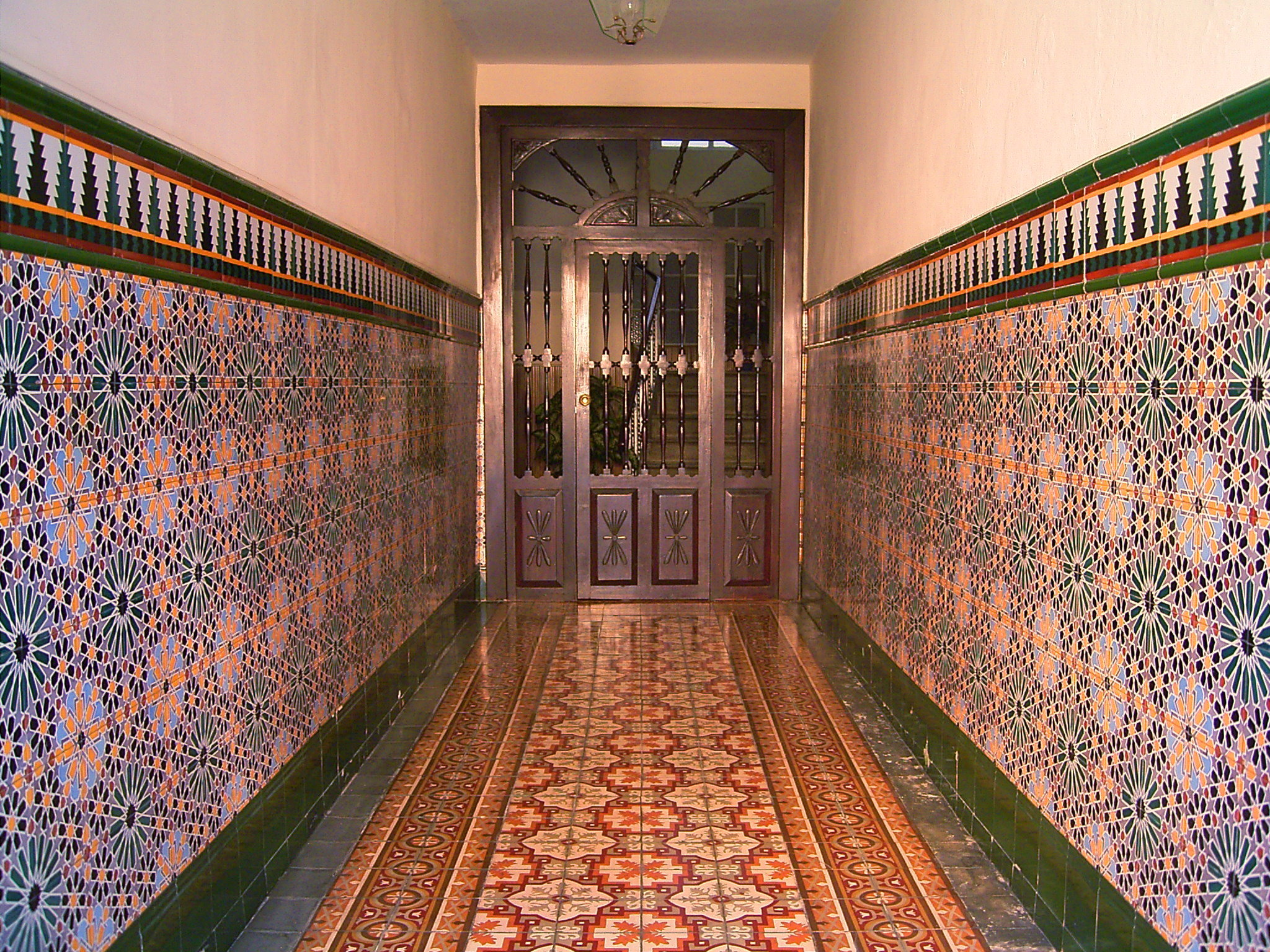
Un corridoio a Santa Cruz de La Palma.

Il corridoio è uno spazio architettonico, solitamente stretto ma a volte anche più largo, e comunque sempre molto più lungo che largo, e serve per consentire il passaggio da una parte all'altra ed è presente in molte case, oltre che in altri luoghi.
Un corridoio sufficientemente ampio, in un luogo pubblico può essere definito anche "galleria" o "strada coperta". Un corridoio sotterraneo è normalmente chiamato galleria o sottopasso. In una casa il corridoio o il disimpegno divide le aree della zona giorno da quelle della zona notte, a volte parte anche dall'ingresso dell'appartamento.

## Aspetto architettonico e artistico
I corridoi possono avere il soffitto piatto o anche a volta.
A seconda del luogo dove il corridoio si trova può essere fatto di svariati materiali:
- di mattoni scoperti nella maggior parte dei corridoi romani;
- di mattoni intonacati nella maggior parte delle case odierne;
- di marmo, granito o altre pietre nella maggior parte dei monumenti.

## Sviluppo storico

### Corridoi egizi e mesopotamici
I corridoi sono ovviamente nati con la nascita degli edifici più articolati. Sia nei templi mesopotamici che in quelli egizi sono presenti corridoi per collegare uno spazio all'altro

### Corridoi romani
I corridoi romani erano spesso voltati a botte.

### Corridoi medioevali
Il Passetto di Borgo, chiamato popolarmente in romanesco er Corridore (corridoio), si trova a Roma ed è il nome che prende quel tratto delle Mura Vaticane che collega il Vaticano con Castel Sant'Angelo, con l'intento di permettere al capo della Chiesa di rifugiarsi in caso di necessità dentro al Castello e allo stesso tempo avere un bastione che permettesse un miglior controllo del Rione.

### Corridoi rinascimentali
Il Corridoio vasariano è un percorso sopraelevato che a Firenze collega Palazzo Vecchio con Palazzo Pitti passando per gli Uffizi e sopra il Ponte Vecchio.

### Le gallerie commerciali
Coprendo la zona di passaggio tra un edificio o isolato e l'altro, si ottiene un corridoio pubblico che può ospitare negozi e posti di ritrovo, detto galleria commerciale. Il passage, termine francese per passaggio, può considerarsi la prima forma di galleria commerciale coperta. Comparsi per la prima volta a Parigi verso la fine del Settecento, per i passages la prima metà dell'Ottocento rappresenta il periodo di massima diffusione.

### Corridoi fra grattacieli
Il sistema denominato +15 a Calgary fu realizzato nel 1970 per consentire ai pedoni di girare per il centro città senza esporsi alle intemperie. Si tratta di un percorso pedonale sopraelevato di 18km e 62 ponti tra i palazzi del centro, realizzato a +15 piedi da terra (circa 5 metri).